# 国货
国货、本地货或国产货，是指本國企业品牌生產或製造的貨品，一般是价廉物美的代名词，舊時尤指中國製造的物品，相對於洋货、进口货、来路货、外国货、舶来品。如今，「國貨」一词在中国大陆、香港和澳門，通常是指中国内地品牌生产的商品，在臺灣则是指台灣本土品牌製造的產品；但在中华人民共和国的官方用语中，港澳台虽属“国内”却是“境外”的单独关税区，所以香港品牌產品在内地称为“港貨”或“香港貨”，台灣品牌產品称为“台货”或“台湾货”，中国大陆品牌产品在台湾地区称为“陆货”或“大陆货”。

## 概念
中国先秦典籍《周礼》有载，古时官制有司徒掌管财政制度，司徒之下有司关、司门、司市等官职辅佐。司关负责记录进出国境财货的玺节，与司门、司市互相联合；检查携带货物出入的人、掌管有关治理的禁令、征收过关的货物税及货物存放仓库的租金。
从上述内容可以得知，自古至今，货物与关税之间存在着密切关系。现代国家对进口商品征收入关税费，除了为政府增加收入，另一个目的是调节国内市场，保护本地产业。 对于本国生产货品而言，关税政策可以对其竞争环境和市场地位产生重要影响。如果财政部对进口商品征收高额入口税，那么相同类型的国内生产品将更具价格竞争力，因为进口产品的价格会更高，而国货的价格会相对较低；如果财政部对出口商品征收低额出口税，那么国货在区域或国际市场会更具贸易竞争力，因为其价格相对较低，有利于出口。国家政府可能通过对进口商品征收高额关税的策略，来达到保护本国产业的目的，从而促进国货的发展，保护主义政策可以帮助国内产业发展壮大，提高国货在国内外市场的地位和竞争优势。

## 国产和国内生产
尽管“国产”和“国内生产”经常被用作同义词，但两者之间还是有细微的区别。“国产”一词通常是指产品从设计、加工到生产程序，大部分都是在本国完成；“国内生产”是指产品在本国完成最终组装，但是产品设计、原料、零部件生产可能是在其他国家，并且不一定是由本国企业生产，可以是外国公司在本国内设厂生产的产品。
不同国家对本国产品的原产地标签，可能会有不尽相同的控制规范，对于工业产品、食品、药品等类型产品，可能也有不一样的要求。以加拿大竞争局的规定为例，“加拿大制造”必须包含51%以上总成本是在加拿大，并在加拿大完成最终成型的程序；“加拿大产品”至少包含98%（几乎全部）生产或制造总成本是在加拿大，并在加拿大完成最终成型的程序。如果生产商无法达到标准，则被禁止使用“加拿大制造”或“加拿大产品”的声明，但是可以使用不同的描述，来准确描述产品制造的过程，例如：“加拿大组装，零件来自[国家]。”